# Boulevard De Montarville
Le boulevard De Montarville est une voie de la ville de Boucherville sur la Rive-Sud de Montréal.

## Situation et accès
Le boulevard De Montarville débute à l'autoroute de l'Acier comme prolongement de la Montée Montarville de la ville de Saint-Bruno-de-Montarville.
Lors de la construction de l'autoroute 20 dans les années 1960, le boulevard De Montarville est dévié de son axe d'origine pour permettre la construction de l'échangeur avec la voie rapide, c'est donc pour cette raison que l'artère bifurque à la hauteur du chemin Du Tremblay et reprend son axe à la rue Ampère. 
Par la suite, le boulevard poursuit sa route vers le nord en longeant entre autres le quartier des Villes et Provinces de France. 
Plus au nord, l'artère croise une troisième autoroute soit les derniers kilomètres de la portion autoroutière de la route 132. Au nord du boulevard du Fort-Saint-Louis, le boulevard se situe dans le Vieux-Boucherville où il termine à l'intersection du boulevard Marie-Victorin sur les berges du fleuve Saint-Laurent.

## Origine du nom
Le boulevard De Montarville est nommé en l'honneur de Charles Boucher de Montarville et pour rappeler le fait qu'il menait à la seigneurie de Montarville.

## Historique
La voie a été tracée à l'époque de la Nouvelle-France sous l'appellation de « chemin de la montée d'En Haut », étant située en amont du fort de Boucherville.